# Prötzel
Prötzel (pol. hist. Przecień) – gmina w Niemczech w kraju związkowym Brandenburgia, w powiecie Märkisch-Oderland, wchodzi w skład urzędu Barnim-Oderbruch.